# 小松良行
小松 良行（こまつ よしゆき、1962年4月6日 - ）は日本の政治家、福島県福島市市議会議員、社会福祉法人松葉福祉会理事長などを務めている。

## 来歴
福島県福島市瀬上町出身。1962年4月6日父幸男、母真佐子の長男として生まれる。祖母小松ヒデは小松ベビーホーム創設者。福島市立北信中学校3年時は特設陸上部に所属し、市中体連陸上三種競技で優勝。福島県立福島北高等学校では陸上部に在籍し、3年時に福島県高校陸上競技大会砲丸投げで優勝。福島市民体育祭陸上競技砲丸投げ成人男性35歳以上の部の大会記録(平成9年 12.97m)保持者である。
1981年に株式会社サッポロビール恵比寿工場に入社し、事業員労働組合中央執行委員長を務め、1988年にサッポロビール製缶株式会社では製造部係長兼労働組合委員長を務めた。
1992年に小松ベビーホームに入社し、1994年には園長を務め、1996年には福島県地域保育所協議会会長を務めている。2001年からは母校である福島市立瀬上小学校、福島市立北信中学校において父母と教師の会会長を歴任。2002年には福島市小中学校連合会会長を、2004年には福島県PTA連合会長を務めている。
2004年、福島市社会福祉大会で会長表彰を受賞。社会福祉法人松葉福祉会を設立し現在に至るまで理事長を務めている。2005年に福島東保育所(現在の福島東こども園　所在地：福島市鎌田字沢田39-1)を開設。2011年には福島ぼなみ保育園(現在の福島ぼなみこども園　所在地：福島市栄町11-25アックスビル内)を、2017年には福島郷野目こども園(所在地：福島市郷野目字上14)を開設している。
福島市内の私立認可保育所で構成する福島市私立認可保育施設連合会を創設し、現在顧問を務める。
2007年に統一地方選挙福島市議会議員選挙に立候補し初当選、2013年に建設水道常任委員会副委員長を、2018年からは総務常任委員会
委員長、市政報告会統括会議座長、オリンピック・パラリンピック調査特別委員会委員、福島市都市計画審議会委員を務めた。
現在、福島市議会会派「真政会」副会長、自由民主党福島市総支部総務会長、そして保護司を務める。
福島市の待機児童解消を始めとする、子育て支援や学校教育に関する政策に精通し、市政の諸課題解決に熱心に取り組んでいる。